# U-30 (1936)
El U-30 o Unterseeboot 30 fue un submarino alemán del Tipo VIIA al servicio de la Kriegsmarine durante la Segunda Guerra Mundial. 

## Construcción
Su quilla, fue puesta en las gradas de los astilleros AG Weser de Bremen el 24 de enero de 1936, fue botado el 4 de agosto de 1936, y entregado a la Kriegsmarine el 8 de octubre de 1936.

## Historial
Durante su carrera, el U-30 participó en 8 patrullas con las 2.ª, 22.ª y 24.ª flotillas, en las que hundió un total de 17 buques y consiguió totalizar 86.490 toneladas de registro bruto, incluyendo el arrastrero antisubmarino HMS Barbara Robertson de 325 t de desplazamiento. Una de las minas fondeadas por el U-30 también dañó un vapor mercante de 5642 t, y al acorazado británico HMS Barham. 

### Incidente del Athenia
El 3 de septiembre de 1939, día en que el Reino Unido declaró la guerra a Alemania, el U-30 se encontraba a la altura de la costa noroeste de Irlanda. A las 16,30 horas, iniciaron la persecución de un gran buque que parecía provenir de las islas británicas.
El buque avistado era el transatlántico de 13 581 toneladas Athenia, con 1418 tripulantes y pasajeros a bordo, de los cuales 300 eran ciudadanos estadounidenses, es decir, de una nación neutral. Debido a que en los días anteriores los navíos alemanes habían recibido órdenes de actuar dentro del marco de Ley de Presas, el U-30 no podía atacar los buques mercantes a menos que transportaran cargamento enemigo y estuvieran armados, de lo contrario, debían notificarles sus intenciones.

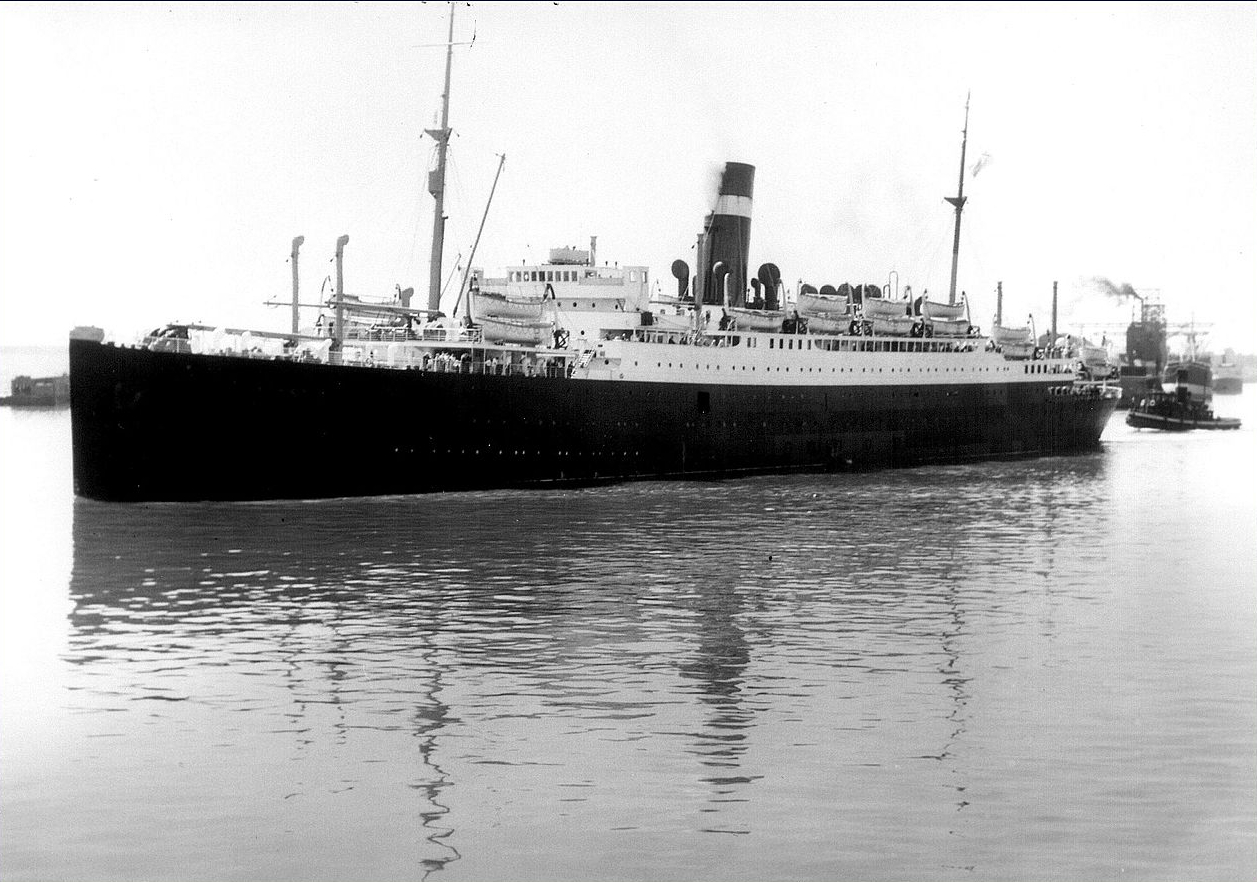
El SS Athenia en 1933

El capitán Fritz-Julius Lemp, de 26 años, esperó hasta la noche para observar el comportamiento del buque. Al percatarse de que no encendía sus luces y que zigzagueaba en su navegación (comportamiento normal en tiempo de guerra), Lemp declaró que bajo esos criterios el haber concluido que era un buque mercante británico con armas a bordo, y a las 19,40 h ordenó el lanzamiento de dos torpedos. Solamente uno alcanzó el objetivo, pero explotó en la mitad del barco y fue suficiente para hundirlo. Era el primer buque hundido en la Segunda Guerra Mundial. A través del mensaje de socorro del Athenia, Lemp se percató de su error pero ordenó alejarse del naufragio. En total, murieron 118 pasajeros de los cuales 28 eran estadounidenses.
El hundimiento del Athenia fue presentado en los medios aliados como un acto de guerra total, dirigido contra los civiles. El Primer Lord del Almirantazgo, Winston Churchill, resaltó al día siguiente que la tragedia podía tener un «efecto beneficioso» en la opinión pública estadounidense. Un caso cuasi calcado al del RMS Lusitania en 1915.
Por otro lado, el gobierno alemán negó que el Athenia hubiera sido hundido por un submarino alemán. La versión oficial fue que el buque fue hundido por los británicos, en un intento de arrastrar a los Estados Unidos a la guerra contra Alemania.
Por su parte, Lemp hizo guardar silencio a su tripulación sobre el incidente. Cuando llegaron a Wilhelmshaven, Lemp y el Comodoro Karl Dönitz, comandante en jefe de las flotillas de submarinos, procedieron a encubrir el incidente.

## Destino
El U-30 fue usado en los últimos meses de la Segunda Guerra Mundial como buque barrera. Fue echado a pique el 4 de mayo de 1945 en la Bahía de Kupfermühlen y su pecio, fue desguazado en 1948.

## Tabla de hundimientos
| Fecha                 | Buque                 | Nacionalidad | Tonelaje | destino        |
| --------------------- | --------------------- | ------------ | -------- | -------------- |
| 3 de septiembre 1939  | Athenia               | Reino Unido  | 13 581 t | Hundido        |
| 11 de septiembre 1939 | Blairlogie            | Reino Unido  | 4425 t   | Hundido        |
| 14 de septiembre 1939 | Fanad Head            | Reino Unido  | 5200 t   | Hundido        |
| 28 de diciembre 1939  | HMS Barbara Robertson | Reino Unido  | 325 t    | Hundido        |
| 28 de diciembre 1939  | HMS Barham            | Reino Unido  | 31 100 t | Dañado         |
| 11 de enero 1940      | El Oso                | Reino Unido  | 7267 t   | Hundido (mina) |
| 16 de enero 1939      | Gracia                | Reino Unido  | 5642 t   | Dañado (mina)  |
| 17 de enero 1940      | Cairnross             | Reino Unido  | 5.494    | Hundido (mina) |
| 7 de febrero 1940     | Munster               | Reino Unido  | 4305 t   | Hundido (mina) |
| 9 de febrero 1940     | Chagres               | Reino Unido  | 5.406    | Hundido (mina) |
| 8 de marzo 1940       | Counsellor            | Reino Unido  | 5068 t   | Hundido (mina) |
| 20 de junio 1940      | Otterpool             | Reino Unido  | 4876 t   | Hundido        |
| 22 de junio 1940      | Randsfjord            | Noruega      | 3999 t   | Hundido        |
| 28 de junio 1940      | Llanarth              | Reino Unido  | 5053 t   | Hundido        |
| 1 de julio 1940       | Beignon               | Reino Unido  | 5218 t   | Hundido        |
| 6 de julio 1940       | Angele Mabro          | Egipto       | 3154 t   | Hundido        |
| 21 de julio 1940      | Ellaroy               | Reino Unido  | 712 t    | Hundido        |
| 9 de agosto 1940      | Canton                | Suecia       | 5779 t   | Hundido        |
| 16 de agosto 1940     | Clan Macphee          | Reino Unido  | 6628 t   | Hundido        |

## Comandantes
| Empleo          | Nombre            | Desde                  | Hasta                   |
| --------------- | ----------------- | ---------------------- | ----------------------- |
| Kapitänleutnant | Hans Cohausz      | octubre de 1936        | 31 de octubre de 1938   |
| Kapitänleutnant | Hans Pauckstadt   | 15 de febrero de 1938  | 17 de agosto de 1938    |
| Kapitänleutnant | Fritz-Julius Lemp | noviembre de 1938      | septiembre de 1940      |
| Kapitänleutnant | Robert Prützmann  | septiembre de 1940     | 31 de marzo de 1941     |
| Kapitänleutnant | Paul-Karl Loeser  | 1 de abril de 1941     | abril de 1941           |
| Kapitänleutnant | Hubertus Purkhold | abril de 1941          | 22 de abril de 1941     |
| Oberleutnant    | Kurt Baberg       | 23 de abril de 1941    | 9 de marzo de 1942      |
| Oberleutnant    | Hermann Bauer     | 10 de marzo de, 1942   | 4 de octubre de 1942    |
| Oberleutnant    | Franz Saar        | 5 de octubre de 1942   | 16 de diciembre de 1942 |
| Oberleutnant    | Ernst Fischer     | mayo de 1943           | 1 de diciembre de 1943  |
| Oberleutnant    | Ludwig Fabricius  | 2 de diciembre de 1943 | 14 de diciembre de 1944 |
| Oberleutnant    | Günther Schimmel  | 17 de enero de 1945    | 23 de enero de 1945     |